# 福井市立郷土歴史博物館
福井市立郷土歴史博物館（ふくいしりつきょうどれきしはくぶつかん）は、福井県福井市宝永3丁目にある博物館である。

## 概要
- 1953年（昭和28年）に足羽山に開館して以来、福井に関する史料を収集し、福井市春嶽公記念文庫をはじめとする福井藩、越前松平家に関する資料が充実している。
- 2004年（平成16年）3月21日、越前松平家の別邸であった養浩館庭園に隣接し、福井城の門舎人門が復原された福井城舎人門遺構を擁する現在地に移転新築開館した。一帯は福井歴史の庭散策ゾーンとして整備されている。

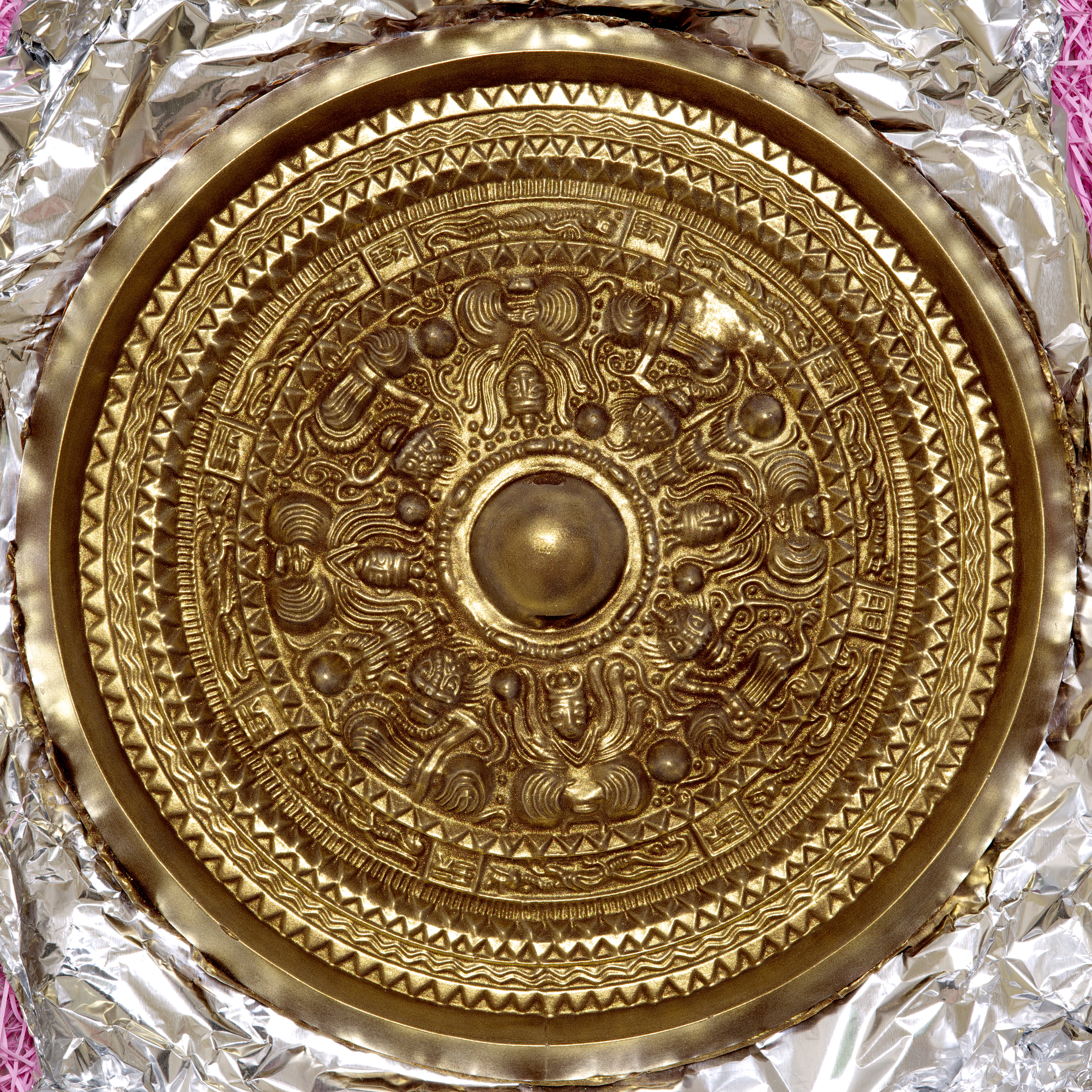
当博物館で開催される、市内の花野谷1号墳からの出土物をもとにした「三角縁神獣鏡チョコ作りワークショップ」で作られたチョコレート製鏡

## 施設
- 1階

- 2階

## アクセス
- JR西日本・ハピラインふくい・えちぜん鉄道・福井鉄道：福井駅から福井県庁（福井城本丸跡）を経由して徒歩約15分
- えちぜん鉄道：新福井駅から徒歩約10分
- 福井鉄道：仁愛女子高校駅から徒歩約10分
- 京福バス：「郷土歴史博物館前」（下り）・「教育センター前」（上り）、「城町」、「養浩館口・江戸上町」下車。
- コミュニティバス すまいる：北ルート（田原・文京方面） 「養浩館口・江戸上町」下車。
- E8 北陸道：福井ICまたは福井北ICより約6km

## 周辺
- 養浩館庭園
- 御泉水公園
- 興宗寺（岩佐又兵衛墓所）
- 福井城跡（現福井県庁）
- 福井県国際交流会館
- 福井地方裁判所
- NHK福井放送局